# 四不两直
四不两直是中国共产党和中华人民共和国政府的一种工作方式，即通过“不发通知、不打招呼、不听汇报、不用陪同接待，直奔基层、直插现场”的方式开展监督检查、调研等工作。

## 沿革
“四不两直”最早是一种中国政府在安全生产领域的暗查方式。2013年10月，原国家安全生产监督管理总局出台《转变作风开展安全生产暗查抽查工作制度》，明确提出暗查抽查工作要采取“四不两直”方式进行，即“不发通知，不向地方政府打招呼，不听取一般性工作汇报，不用当地安全监管局、煤矿安监局人员陪同，直奔基层，直插现场，开展突击检查、随机抽查”。2014年9月，该方式被总局办公厅确立为一项安全生产暗查暗访工作制度。
其后，这种方式被官方推广到了其它领域。

## 应用
中国政府在检查安全生产、开展调研工作、进行环保督查、应对2019年冠状病毒病疫情等工作时，有使用“四不两直”的方式。

## 备注
1. ↑  实际上，毛泽东在中华苏维埃共和国时期，就采取过不打招呼就直接下基层的调研方式[1]，只是彼时没有产生“四不两直”这个词汇。